# Paroisse d'Addington
Pour les articles homonymes, voir Addington.
La paroisse d'Addington est à la fois une paroisse civile et un ancien district de services locaux (DSL) canadien du comté de Restigouche, au nord-ouest Nouveau-Brunswick. Dans le cadre de la réforme de la gouvernance locale du 1er janvier 2023, une partie du DSL a été fusionnée à la cité de Campbellton, et l'autre au district rural de Restigouche.

## Toponyme

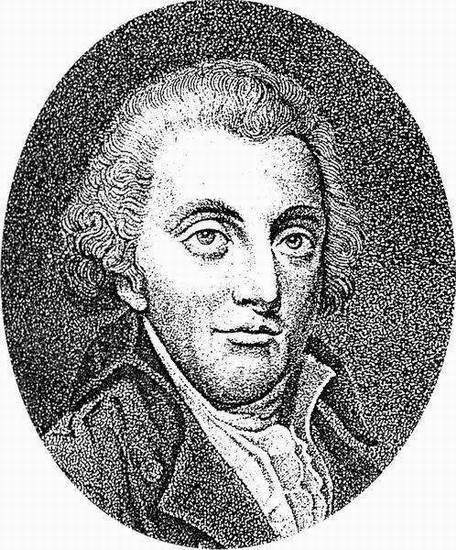
Henry Addington.

La paroisse d'Addington est nommé en l'honneur de Henry Addington, vicomte Sidmouth (1757-1884), qui négocia en 1826 la frontière avec le Maine.

### Hameaux et lieux-dits
Le DSL comprend les hameaux de Christopher, Glen Corner, Glen Levit, Glencoe et Rocky Gulch. Long Island et Rocky Gulch sont des villages fantômes.
Glen Levit est nommé ainsi d'après Glenlivet, en Écosse. D'ailleurs, la localité a déjà porté le nom de Glenlivet. Glencoe est probablement nommé ainsi d'après le Glen Coe, aussi en Écosse. Long Island est vraisemblablement nommé ainsi d'après sa situation sur l'île Longue.
L'origine des toponymes de Christopher, de Glen Corner et de Rocky Gulch est inconnue,,. 
Il y a aussi eu une gare du nom de Felix Gulch, dont l'origine du nom est inconnue. Il en est de même pour les points ferroviaires de Beauly et de McEwan Gulch Siding ainsi que du lieu-dit de Popelogan Depot.

## Géographie
La paroisse d'Addington est généralement considérée comme faisant partie de l'Acadie.

## Histoire
La paroisse d'Addington est située dans le territoire historique des Micmacs, plus précisément dans le district de Gespegeoag, qui comprend le littoral de la baie des Chaleurs. Ce territoire était revendiqué d'abord par les Iroquois et ensuite seulement par les Mohawks. Le site voisin d'Atholville compte dès le VIe siècle av. J.-C. un village du nom de Tjikog. La rivière Restigouche est riche en saumon et toute la région est un territoire de chasse, tandis que des portages la relient au fleuve Saint-Jean.
L'embouchure de la rivière est colonisée dès le XVIIIe siècle par les Blancs mais Flatlands n'est fondé qu'au début du XIXe siècle. Les Grands feux de la Miramichi détruisent une bonne partie de la forêt du Nouveau-Brunswick en 1825. L'industrie forestière se déplace alors vers le nord et des scieries ainsi que des chantiers navals sont ouverts à Atholville et Campbellton. Les grands pins et épinettes sont déjà presque tous passés sous la scie en 1850 mais de petites scieries continuent de traiter le bois descendant les rivières Restigouche et Upsalquitch. 
La paroisse d'Addington est érigée en 1826 dans le comté de Gloucester, à partir d'une portion de la paroisse de Beresford. La paroisse de Colborne et la paroisse de Dalhousie sont séparées de la paroisse d'Addington en 1839. 
Les Archives provinciales du Nouveau-Brunswick ne recensent aucune information sur Christopher excepté le fait que la localité compte six familles de fermiers en 1866. Il en est de même pour Glen Corner, qui comptait alors sept familles de fermiers. À Glen Levit, on dénombrait alors 18 familles vivant d'agriculture et d'exploitation forestière. À Long Island, on recense quatre familles d'agriculteurs. En 1871, la population de Glen Levit s'élève à 100 habitants
Le chemin de fer Intercolonial passe dans le territoire en 1876 et représente une opportunité économique importante. Le bureau de poste de Glen Levit ouvre ses portes en 1885. L'ouverture d'un bureau de poste la même année à Glencoe est la première date répertoriée pour cette localité.
La construction du chemin de fer Restigouche and Western, entre Tide Head et Saint-Léonard, commence en 1898. Les travaux sont ralentis en raison du terrain difficile et du manque de fonds et le chemin de fer International prend le contrôle de la ligne en 1906. Les travaux sont terminés en 1910. La construction du chemin de fer permet de coloniser les hauts plateaux.
En 1898, Glen Levit compte deux églises et 250 habitants. La même année, Glencoe compte 175 habitants vivant d'agriculture et d'exploitation forestière.
Le bureau de poste de Rocky Gulch est inauguré en 1920 mais ferme ses portes quatre ans plus tard ; ce sont les seules dates répertoriées pour cette localité. Le bureau de poste de Glen Levit ferme ses portes en 1966. La municipalité du comté de Restigouche est dissoute la même année. La paroisse d'Addington devient un district de services locaux en 1967. Le bureau de poste de Glencoe ferme ses portes en 1970.
Le chemin de fer International est abandonné en 1989.

## Démographie
| 2001  | 2006  | 2011 | 2016 |
| ----- | ----- | ---- | ---- |
| 2 982 | 2 727 | 717  | 656  |

## Économie
Entreprise Restigouche a la responsabilité du développement économique.

## Administration

### Comité consultatif
En tant que district de services locaux, Addington est administré directement par le Ministère des Gouvernements locaux du Nouveau-Brunswick, secondé par un comité consultatif élu composé de cinq membres dont un président.

### Commission de services régionaux
La paroisse d'Addington fait partie de la Région 2, une commission de services régionaux (CSR) devant commencer officiellement ses activités le 1er janvier 2013. Contrairement aux municipalités, les DSL sont représentés au conseil par un nombre de représentants proportionnel à leur population et leur assiette fiscale. Ces représentants sont élus par les présidents des DSL mais sont nommés par le gouvernement s'il n'y a pas assez de présidents en fonction. Les services obligatoirement offerts par les CSR sont l'aménagement régional, l'aménagement local dans le cas des DSL, la gestion des déchets solides, la planification des mesures d'urgence ainsi que la collaboration en matière de services de police, la planification et le partage des coûts des infrastructures régionales de sport, de loisirs et de culture; d'autres services pourraient s'ajouter à cette liste.

### Chronologie municipale

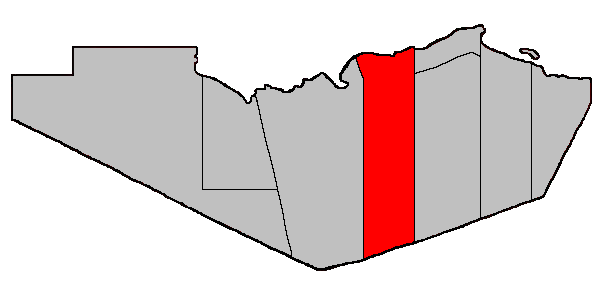
Situation sur une carte des paroisses civiles du comté de Restigouche (certains DSL et municipalités ne sont donc pas montrés).

### Représentation et tendances politiques
Nouveau-Brunswick: La paroisse d'Addington fait partie de la circonscription provinciale de Campbellton—Restigouche-Centre, qui est représentée à l'Assemblée législative du Nouveau-Brunswick par Greg Davis, du Parti progressiste-conservateur. Il fut élu en 2010.
 Canada: Addington fait partie de la circonscription fédérale de Madawaska—Restigouche, qui est représentée à la Chambre des communes du Canada par Jean-Claude D'Amours, du Parti libéral. Il fut élu lors de la 38e élection générale, en 2004, puis réélu en 2006 et en 2008.

## Vivre dans la paroisse d'Addington
La paroisse d'Addington fait partie du sous-district 1 du district scolaire Francophone Nord-Est. Les écoles les plus proches sont à Atholville et Campbellton.
Glen Levit possède une caserne de pompiers. L'église St. Antony de Glen Levit est une église catholique romaine faisant partie du diocèse de Bathurst. Le détachement de la Gendarmerie royale du Canada le plus proche est à Campbellton. Campbellton compte le Centre hospitalier Restigouche, francophone, et l'hôpital régional de Campbellton, anglophone. Les hôpitaux néo-brunswickois sont en effet bilingues dans leurs services mais unilingues dans leur administration. Campbellton compte de plus un poste d'Ambulance Nouveau-Brunswick.
Le bureau de poste le plus proche est quant à lui à Tide Head.
La collecte des déchets et matières recyclables est effectuée par la Commission de gestion des déchets solides de Restigouche. L'aménagement du territoire est de la responsabilité de la Commission d'urbanisme du district de Restigouche.
Les francophones bénéficient du quotidien L'Acadie nouvelle, publié à Caraquet, ainsi qu'à l'hebdomadaire L'Étoile, de Dieppe. Ils ont aussi accès à l'hebdomadaire L'Aviron, publié à Campbellton. Les anglophones bénéficient des quotidiens Telegraph-Journal, publié à Saint-Jean ainsi que de l'hebdomadaire Campbellton Tribune, de Campbellton.